# 荒木和成
荒木 和成（あらき かずしげ、1905年〈明治38年〉8月8日 - 1977年〈昭和52年〉5月24日）は、昭和期の日本の弁護士、政治家。千葉市長を2期務めた。

## 来歴・人物
旧制浦和高等学校を経て、1929年3月に東京帝国大学法学部法律学科（仏法）を卒業。後に総理大臣となる福田赳夫とは同窓であった。1930年10月、高等試験行政科試験に合格。1932年6月、内務省に入省。厚生省国民保健課長、和歌山県副知事などを歴任。1958年に東京で弁護士を開業し、翌年の和歌山県知事選に出馬するが落選。1962年12月に千葉市助役に就任した。
1972年の千葉市長選では自民党県議だった吉原鉄治との保守分裂の中で初当選。1976年の市長選でも社会・共産・公明3党から支援された佐久間彊を破って再選を果たすが、再選から1年少し経った1977年5月24日夕刻に夫人と共に花見川沿いのサイクリング道路を散歩していたところ突然倒れ、病院に搬送されたがそのまま心筋梗塞で死亡した。享年71。

## 施政
前任の宮内三朗から引き継ぐ形で、施政下の千葉市では新東京国際空港（現・成田国際空港）の為の航空燃料パイプライン埋設工事計画が進められていたが、千葉市内では地元住民らによる反対運動が起きていた。

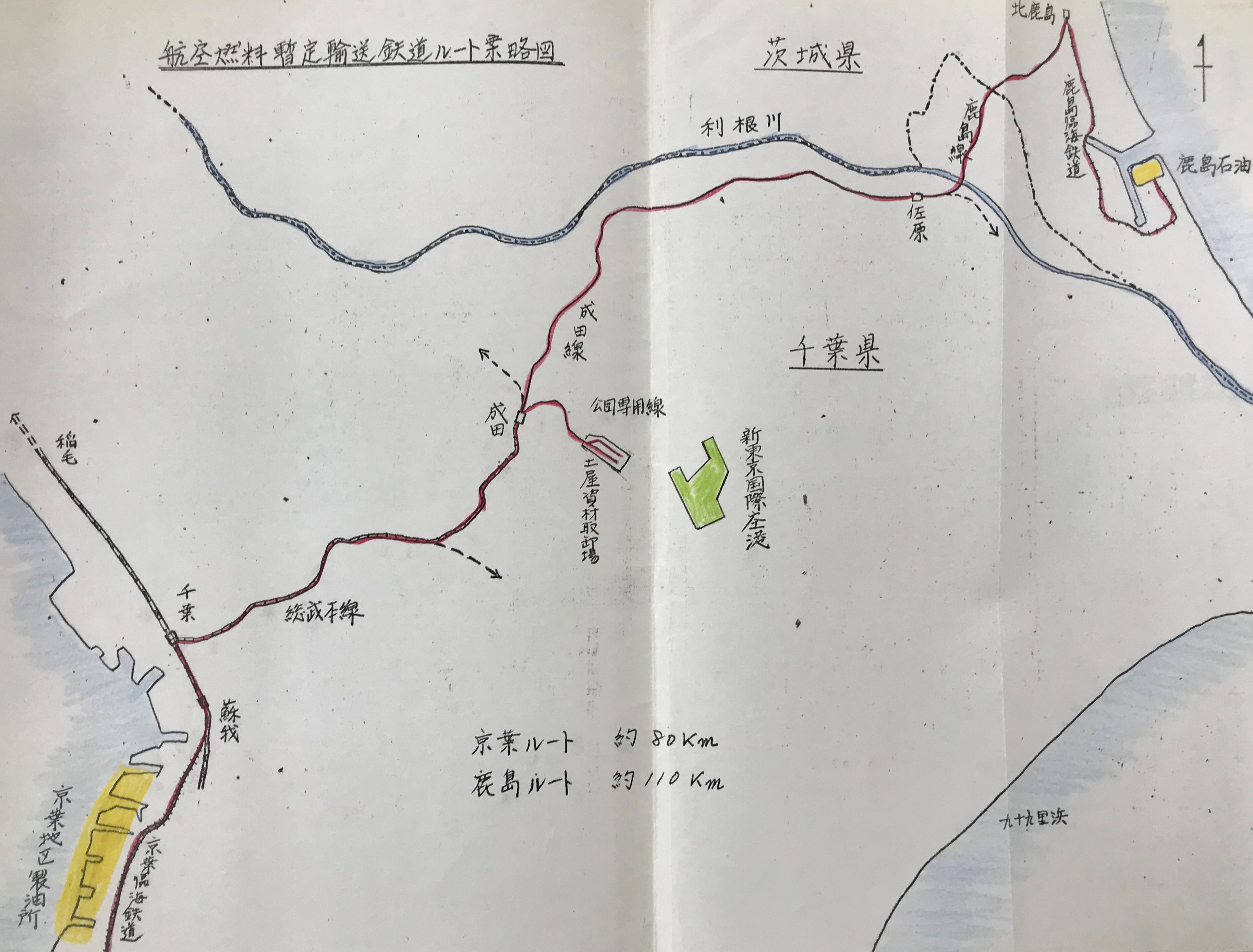
鉄道による成田空港航空燃料暫定輸送のルート

1972年1月14日、千葉市議会特別委員会が機動隊に守られながら航空燃料輸送パイプライン埋設賛成を強行採決した。新東京国際空港公団と消防署や公民館等の環境整備費11億円の支払いの密約を交わした荒木は、3月15日に工事のための道路占用許可を出した。しかし、工事が開港に間に合う見通しが立たなくなったことから、空港公団は同年7月に開港までのパイプライン稼働を諦めて鉄道を利用する暫定輸送の方針を出した。千葉市への支払いが行われないままなされた空港公団の方針転換に激怒した荒木は、工事をさし止めたうえ原状復帰を命じ、更に密約の存在を暴露して「以後、空港公団は相手にせず」と声明を出した。これ以降パイプライン工事が停滞することとなり、開港が大幅に遅れる要因の一つとなった。（→成田空港問題）
その後、パイプラインと暫定輸送（千葉市は千葉港からの鉄道ルートの経由地でもあった）の問題を抱え込んだ荒木は、国や市との板挟みの複雑な立場に置かれ、選挙が近づく中で航空燃料輸送問題の決断を迫られている最中に急死した。

## 逸話
助役時代も含めて15年にわたり市の発展に尽力した功績から、1977年5月24日に名誉市民第3号となることが決定。
花見川にかかる浪花橋の袂には、「千葉市長 荒木和成　終焉の地」と記された祠がある。荒木の自宅の目の前にあった花見川は航空燃料パイプラインの新たなルートの候補であり（後に本格パイプライン工事ではこの案が採用されている）、荒木が急死したとき自宅の机の上には燃料輸送などについて細かくメモしたノートが開かれたままであったという。既にこの頃には運輸大臣の田村元や佐藤文生らとの間で航空燃料輸送問題の調整が進められていたため影響が懸念されたが、補欠選挙で荒木の補佐をしていた松井旭が当選し9月14日に暫定輸送の協定が結ばれた。